# فيليب فرنسيس ميرفي
فيليب فرنسيس ميرفي (بالإنجليزية: Philip Francis Murphy)‏ هو كاهن كاثوليكي أمريكي، ولد في 25 مارس 1933 في كمبرلاند في الولايات المتحدة، وتوفي في 2 سبتمبر 1999 في بالتيمور في الولايات المتحدة.